# Kirgizistan i olympiska spelen
Kirgizistan har sedan självständigheten från Sovjetunionen deltagit i samtliga olympiska spel sedan vinter-OS 1994 i Lillehammer, både sommar och vinter.

## Medaljer
| Guld | Silver | Brons | Totalt antal medaljer |
| ---- | ------ | ----- | --------------------- |
| 0    | 1      | 2     | 3                     |

### Samtliga medaljörer
| Medalj | Namn              | År   | Sport     | Gren                   |
|        | Aidyn Smagulov    | 2000 | Judo      | Extralättvikt (-60 kg) |
|        | Kanatbek Begaliev | 2008 | Brottning | 66 kg                  |
|        | Ruslan Tiumenbaev | 2008 | Brottning | 60 kg                  |

### Medaljer efter sommarspel
| Spel         | Guld | Silver | Brons | Totalt |
| Atlanta 1996 | 0    | 0      | 0     | 0      |
| Sydney 2000  | 0    | 0      | 1     | 1      |
| Aten 2004    | 0    | 0      | 0     | 0      |
| Peking 2008  | 0    | 1      | 1     | 2      |
| London 2012  | 0    | 0      | 0     | 0      |
| Totalt       | 0    | 1      | 2     | 3      |

### Medaljer efter vinterspel
| Spel                | Guld | Silver | Brons | Totalt |
| Lillehammer 1994    | 0    | 0      | 0     | 0      |
| Nagano 1998         | 0    | 0      | 0     | 0      |
| Salt Lake City 2002 | 0    | 0      | 0     | 0      |
| Turin 2006          | 0    | 0      | 0     | 0      |
| Vancouver 2010      | 0    | 0      | 0     | 0      |
| Sotji 2014          | 0    | 0      | 0     | 0      |
| Totalt              | 0    | 0      | 0     | 0      |

### Medaljer efter sporter
| Sport     | Guld | Silver | Brons | Totalt |
| Brottning | 0    | 1      | 1     | 2      |
| Judo      | 0    | 0      | 1     | 1      |
| Totalt    | 0    | 1      | 2     | 3      |

## Deltagare

### Deltagare per sommarspel
| År           | Deltagare totalt | Deltagare per sport | Deltagare per sport | Deltagare per sport | Deltagare per sport | Deltagare per sport | Deltagare per sport | Deltagare per sport | Deltagare per sport | Deltagare per sport | Deltagare per sport | Deltagare per sport | Deltagare per sport | Deltagare per sport |
| År           | Deltagare totalt | Boxning             | Brottning           | Cykling             | Friidrott           | Fäktning            | Judo                | Kanotsport          | Modern femkamp      | Segling             | Simning             | Skytte              | Taekwondo           | Tyngdlyftning       |
| ------------ | ---------------- | ------------------- | ------------------- | ------------------- | ------------------- | ------------------- | ------------------- | ------------------- | ------------------- | ------------------- | ------------------- | ------------------- | ------------------- | ------------------- |
| 1996 Atlanta | 33               | 3                   | 4                   | 1                   | 6                   | -                   | 2                   | 2                   | 1                   | -                   | 12                  | 2                   | -                   | -                   |
| 2000 Sydney  | 48               | 5                   | 6                   | 1                   | 6                   | 1                   | 5                   | -                   | -                   | -                   | 18                  | 2                   | -                   | 2                   |
| 2004 Aten    | 29               | 2                   | 8                   | 1                   | -                   | -                   | 1                   | -                   | 2                   | -                   | 6                   | 1                   | -                   | 1                   |
| 2008 Peking  | 20               | 1                   | 5                   | -                   | 5                   | 1                   | 2                   | -                   | -                   | -                   | 3                   | 1                   | 1                   | 1                   |
| 2012 London  | 14               | -                   | 4                   | -                   | 2                   | -                   | 2                   | -                   | -                   | 1                   | 2                   | 1                   | 1                   | 1                   |

### Deltagare per vinterspel
| År                  | Deltagare totalt | Deltagare per sport | Deltagare per sport | Deltagare per sport | Deltagare per sport |
| År                  | Deltagare totalt | Alpin skidåkning    | Backhoppning        | Längdskidåkning     | Skidskytte          |
| ------------------- | ---------------- | ------------------- | ------------------- | ------------------- | ------------------- |
| 1994 Lillehammer    | 1                | -                   | -                   | -                   | 1                   |
| 1998 Nagano         | 1                | -                   | -                   | -                   | 1                   |
| 2002 Salt Lake City | 2                | -                   | 1                   | -                   | 1                   |
| 2006 Turin          | 1                | 1                   | -                   | -                   | -                   |
| 2010 Vancouver      | 2                | 1                   | -                   | 1                   | -                   |
| 2014 Sotji          | 1                | 1                   | -                   | -                   | -                   |